# Old Time Rock and Roll
Old Time Rock and Roll è una canzone incisa dal cantante rock statunitense Bob Seger, estratta come singolo dal suo decimo album, Stranger in Town, pubblicato nel 1978.
Il brano è un nostalgico richiamo alla musica della generazione passata, intesa come genere blues, soul e, appunto, rock and roll. La parte iniziale suonata al piano si trattò in realtà di un errore causato dall'addetto in sala registrazione, ma essa piacque a tal punto a Seger che il pezzo venne replicato nella parte finale.
Il singolo è stato incluso nella colonna sonora di Risky Business - Fuori i vecchi... i figli ballano, regia di Paul Brickman, in cui il protagonista Tom Cruise ne interpretava il ritornello a ritmo di comici passi di danza. La scena è stata citata più volte in altre opere, come nell'episodio Che palle i genitori, anzi no di South Park o l'episodio La mia crisi d'identità di Scrubs - Medici ai primi ferri.

## Tracce
Lato a
1. Old Time Rock & Roll – 3:13 (G. Jackson, T. Jones III)

Lato B
1. Till It Shines – 3:53 (Bob Seger)

## Classifiche
Old Time Rock and Roll è stato pubblicato ufficialmente come quarto singolo estratto dall'album oriented rock Stranger in Town; nel 1979, il brano aveva raggiunto la posizione numero 28 nella Billboard Hot 100. In seguito all'inclusione nella colonna sonora di Risky Business - Fuori i vecchi... i figli ballano (1983), esso è stato nuovamente pubblicato classificandosi alla posizione numero 48 della medesima Billboard chart.
In Australia, il singolo è stato commercializzato due volte, rispettivamente nel 1983 e nel 1987, mantenendosi nelle classifiche musicali per un totale di 55 settimane. Nel 1996, il brano è stato classificato alla posizione numero 2 nella classifica dei Top 40 Jukebox Singles of All Time.

## Cover degli Status Quo
Old Time Rock and Roll è il titolo di una cover del precedente brano, incisa dalla rock band inglese Status Quo, uscita come singolo nell'ottobre del 2000.

### La canzone
È la cover di un grande successo del 1977 del cantante statunitense Bob Seger ed è il secondo singolo tratto dall'album di cover Famous in the Last Century.
È il primo singolo della band a fallire l'aggancio con le charts britanniche dopo una corsa ineguagliata di 53 brani consecutivi dal 1973.

### Tracce
1. Old Time Rock and Roll - 2:58 - (Jackson/Jones)
2. Forty-Five Hundred Times (Live) (live da The Shepherds Bush Empire, 27 marzo 2000) - 5:01 - (Rossi/Parfitt)
3. Rain (Live) (live da The Shepherds Bush Empire, 27 marzo 2000) - 4:40 - (Parfitt)
4. Old Time Rock and Roll (CD ROM) - 3:05 - (Jackson/Jones)

### Formazione
- Francis Rossi (chitarra solista, voce)
- Rick Parfitt (chitarra ritmica, voce)
- Andy Bown (tastiere, chitarra, armonica a bocca, cori)
- John 'Rhino' Edwards (basso, voce)
- Jeff Rich (percussioni)